# Radwimps 3: Mujintō ni Motte Ikiwasureta Ichimai
Radwimps 3: Mujintō ni Motte Ikiwasureta Ichimai (RADWIMPS 3 ~無人島に持っていき忘れた一枚~, "O CD que esqueci de levar para a ilha deserta"), estilizado como RADWIMPS 3 ~Mujintō ni Motte Ikiwasureta Ichimai~, é o terceiro álbum de estúdio da banda de rock japonesa RADWIMPS, e o primeiro grande lançamento da banda pela gravadora Toshiba EMI, lançado em 15 de fevereiro de 2006.
Com músicas como "Seputenbā-san", "Nijūgoko-me no Senshokutai", "Saidai Kōyakusū" e "Toremoro", RADWIMPS 3 é tido como um dos maiores sucessos da banda. O álbum foi vendido por um período extremamente longo. Vendeu 13.800 cópias apenas em sua primeira semana, passando uma semana no Top 40 da Oricon. Permaneceu no Top 300 durante 161 semanas desde seu lançamento, sendo certificado como álbum de platina pela Recording Industry Association of Japan (RIAJ).

## Antecedentes e desenvolvimento
RADWIMPS 3 foi gravado em três diferentes seções de gravação, com a primeira ocorrendo durante o verão de 2005. A banda continuou as gravações até meados de setembro daquele ano, pois os membros ainda tinham o ensino médio para frequentarem em outubro. Yojiro Noda disse que sentia que as seções de gravação separadas tornaram o processo muito mais estimulante, permitindo que a banda fosse capaz de colocar muito mais poder em todas as músicas que gravaram. Essa técnica foi muito diferente das que foram utilizadas pelo RADWIMPS nos dois primeiros álbuns, que nada mais eram coleções de gravações acumuladas até a banda ter material suficiente para compor um álbum. A nova técnica utilizada fez de RADWIMPS 3 um álbum totalmente coeso entre si. Yusuke Takeda afirmou que a técnica anterior fazia com que a produção de um álbum se parecesse como um 'trabalho', tornando o processo entediante. Um outro novo aspecto na gravação experimentado pela banda no álbum foi o de todos os membros gravarem simultaneamente, ao invés de cada instrumento ser gravado separadamente. Noda, Kuwahara, Satoshi e Takeda acreditavam que essa nova maneira de gravação os ajudavam a entenderem o 'sentimento' da banda.
RADWIMPS 3 terminou de ser gravado em dezembro de 2005. Noda sentiu que o aspecto mais importante do novo álbum se encontrava nas letras.
Uma característica notável desse álbum (assim como todos os lançamentos anteriores e posteriores da banda) era a simbologia presente em todas as faixas. A música "Seputenbā-san" (um dos maiores sucessos do álbum e da banda), por exemplo, está carregada de simbolismo. Lançada no terceiro álbum, a música faz alusão à 3 de setembro de 2004, data em que a banda fez o seu primeiro show solo. A música teve sua primeira apresentação ao vivo em 3 de setembro de 2005, durante um show no Yokohama BLITZ. Yojiro Noda fez um jogo de palavras com o nome da música (algo muito presente em outras canções do RADWIMPS): san em japonês é o nome correspondente ao número 3. Sendo assim, o nome da música propriamente a referência direta a uma das datas mais importantes para o RADWIMPS: 3 de setembro.
O single de estreia da banda sob a Toshiba EMI, "Nijūgoko-me no Senshokutai" ("O 25.º Cromossomo") foi uma tentativa de Yojiro de "expressar o mundo da música", achando difícil à preencher de ritmo. O single anterior do RADWIMPS, "EDP: Tonde Hi ni Iru Natsu no Kimi", foi criado com um conceito de se fazer uma música incompreensível (a própria sigla EDP não possui nenhum significado em especial).
Das músicas que compõem o álbum, seis são cantadas em inteiramente em japonês, duas principalmente em japonês com frases em inglês e quatro cantadas principalmente em inglês com frases em japonês.

## Promoção do álbum e lançamento
O primeiro single do álbum foi "Hekkushun", lançado em maio de 2005 quando a banda ainda era independente com a gravadora NEWTRAXX. Em seguida foi lançado o single "Nijūgoko-me no Senshokutai", lançado sob a Toshiba EMI em novembro de 2005. Em seguida veio o single "EDP ~Tonde Hi ni Iru Natsu no Kimi~", lançado em janeiro de 2006, 28 dias antes do lançamento de RADWIMPS 3.
Logo após o lançamento do álbum, a música "Otogi" recebeu um videoclipe, dirigido por Daisuke Shimada. "Nijūgoko-me no Senshokutai" e "EDP ~Tonde Hi ni Iru Natsu no Kimi~" também receberam videoclipes posteriormente.

## Recepção comercial e certificações
RADWIMPS 3 ~Mujintō ni Motte Ikiwasureta Ichimai~ estreou na 13.ª posição nas paradas de álbuns semanais da Oricon, permanecendo entre os 30 primeiros na semana seguinte. No entanto, o álbum ainda figurava consistentemente no Top 300 das paradas semanais da Oricon desde o final de 2006 até o final de setembro de 2008. O álbum começou a aparecer novamente de maneira regular nas paradas em janeiro de 2009 até o final de junho do mesmo ano, após ter sido esporadicamente reclassificado. No total, RADWIMPS 3 passou 161 semanas na lista dos 300 melhores álbuns de 2011. Enquanto as primeiras semanas de vendas do álbum somaram 14.000 cópias, o total atingido em 2011 foi de cerca de 189.000 cópias. RADWIMPS 3 foi certificado com álbum de platina, com mais de 250.000 cópias vendidas em todo o Japão.
Além do álbum ser certificado como disco de platina, a Recording Industry Association of Japan concedeu uma certificação digital de ouro para música  "Saidai Kōyakusū", por atingir a marca de mais de 100.000 downloads digitais para celulares desde o seu lançamento em 2006.

## Faixas
Todas as faixas foram escritas por Yojiro Noda.
| N.º            | Título | Duração |  |
| 1.             | "4645" (Yoroshiko, "Lembranças")                                                                                      | 2:42    |  |
| 2.             | "Seputenbā-san" (セプテンバーさん "3 de setembro")                                                                    | 5:07    |  |
| 3.             | "EDP ~Tonde Hi ni Iru Natsu no Kimi~" (イーディーピー～飛んで火にいる夏の君～ Ī Dī Pī, "O Verão Está Voando ao Fogo") | 2:58    |  |
| 4.             | "Tojita Hikari" (閉じた光 "Luz apagada")                                                                              | 4:28    |  |
| 5.             | "Nijūgoko-me no Senshokutai" (25コ目の染色体 "O 25.º Cromossomo")                                                     | 5:16    |  |
| 6.             | "Yayu" (揶揄 "Bricadeira")                                                                                            | 3:36    |  |
| 7.             | "Hotaru" (螢 "O Vaga-lume")                                                                                           | 4:18    |  |
| 8.             | "Otogi" (おとぎ "Conto de Fadas")                                                                                     | 3:28    |  |
| 9.             | "Saidai Kōyakusū" (最大公約数 "O Grande Denominador Comum")                                                           | 4:34    |  |
| 10.            | "Hekkushun" (へっくしゅん)                                                                                            | 3:34    |  |
| 11.            | "Toremoro" (トレモロ "Trêmulo")                                                                                       | 3:20    |  |
| 12.            | "Saigo no Uta" (最後の歌 "A ultima canção")                                                                           | 6:26    |  |
| Duração total: | Duração total: | 49:56   |  |

## Créditos

### Integrantes
- Yojiro Noda - vocal, guitarra
- Akira Kuwahara - guitarra, backing vocal
- Yusuke Takeda - baixo, backing vocal
- Satoshi Yamaguchi - bateria, backing vocal

## Classificações
| Rank                 | Melhor posição |
| -------------------- | -------------- |
| Oricon Daily Albums  | 9#             |
| Oricon Weekly Albums | 13#            |

## Vendas e certificações
| Rank                                   | Total              |
| -------------------------------------- | ------------------ |
| Vendas físicas da Oricon               | 189,000            |
| Certificação de remessa física da RIAJ | Platina (250,000+) |

## Histórico de lançamentos
| Região        | Data                    | Formato              | Selo fonográfico   |
| ------------- | ----------------------- | -------------------- | ------------------ |
| Japão         | 15 de fevereiro de 2006 | CD, Download digital | Toshiba EMI        |
| Japão         | 4 de março de 2006      | CD de locação        | Toshiba EMI        |
| Coreia do Sul | 15 de fevereiro de 2006 | Download digital     | Warner Music Korea |